# 此花大桥
此花大桥（日语：此花大橋）是日本大阪的一座自锚式悬索桥，于1990年开通，主跨为300（980英尺），是当时主跨最大的自锚式悬索桥。2000年韩国永宗大桥建成时，其主跨与此花大桥持平，但边跨比此花大桥更大。